# Петар Жеков
Петар Жеков (болг. Петър Жеков, нар. 10 жовтня 1944, Книжовник — 18 лютого 2023, Софія, Болгарія) — болгарський футболіст, що грав на позиції нападника. Володар Золотого бутса УЄФА 1969 року. Найкращий бомбардир в історії чемпіонату Болгарії (253 м'ячі) та софійського ЦСКА (144 голи).
Виступав, зокрема, за ЦСКА (Софія), у складі якого п'ять разів ставав чемпіоном Болгарії, та збірну Болгарії, з якою став срібним призером Олімпійських ігор 1968 року.

## Клубна кар'єра
У дорослому футболі дебютував 1962 року виступами за команду клубу «Хімік» (Димитровград), в якій провів один сезон, який був для команди дебютним у вищому дивізіоні Болгарії і за результатами якого вона не змогла зберегти місце в «еліті».
Проте молодий нападник своєю грою за цю команду привернув увагу представників тренерського штабу клубу «Бероє», до складу якого приєднався 1963 року. Відіграв за команду зі Старої Загори наступні п'ять сезонів своєї ігрової кар'єри. Більшість часу, проведеного у складі «Бероє», був основним гравцем атакувальної ланки команди. У складі «Бероє» був одним з головних бомбардирів команди, маючи середню результативність на рівні 0,75 голу за гру першості. Попри те, що команда стабільно фінішувала у середній частині турнірної таблиці, Жекову двічі вдавалося ставати у її складі найкращим бомбардиром болгарської футбольної першості —1967 року з 21 забитим голом та у 1968 з 31 м'ячем.
Забивний нападник зацікавив керівництво одного з провідних болгарських клубів, ЦСКА (Софія), і 1968 року Жеков приєднався до стлоичних «армійців». У першому ж сезоні у новій команді фовард відзначився 36 забитими голами в іграх чемпіонату, що дозволило йому не лише утретє поспіль стати найкращим бомбардиром болгарського чемпіонату, але вибороти Золотий бутс найкращого бомбардира національних першостей європейських країн. Згодом він ще тричі перемагав у суперечках найкращих бомбардирів чемпіонату Болгарії. За 7 сезонів, проведених у Софії, Жеков допоміг ЦСКА п'ять разів перемогти у чемпіонаті країни та чотири рази у розіграшах кубка країни. Завершив професійну кар'єру футболіста виступами за команду ЦСКА (Софія) у 1975 році. За цей час нападник забив за «армійців» 144 голи в іграх чемпіонату, що досі лишається клубним рекордом.
Загалом за 13 сезонів у вищому болгарському дивізіоні Жеков записав на свій рахунок 253 м'ячів, що є найвищим результатом в історії змагання.

## Виступи за збірну
1963 року юний нападник отримав свій перший виклик до національної збірної Болгарії. Протягом кар'єри у національній команді, яка тривала 10 років, провів у формі головної команди країни 44 матчі, забивши 25 голів.
У складі збірної був учасником чемпіонату світу 1966 року в Англії та чемпіонату світу 1970 року у Мексиці. 1968 року брав участь у тогорічних Олімпійських іграх, де разом з болгарською командою виборов олімпійське «срібло», забивши 4 голи у 6 матчах на турнірі.

## Клубна статистика
| Клуб                   | Сезон   | Чемпіонат | Чемпіонат | Єврокубки | Єврокубки | Усього | Усього |
| Клуб                   | Сезон   | Ігри      | Голи      | Ігри      | Голи      | Ігри   | Голи   |
| ---------------------- | ------- | --------- | --------- | --------- | --------- | ------ | ------ |
| «Хімік» (Димитровград) | 1962–63 | 25        | 8         | –         | –         | 25     | 8      |
| «Бероє»                | 1963–64 | 27        | 11        | –         | –         | 27     | 11     |
| «Бероє»                | 1964–65 | 30        | 18        | –         | –         | 30     | 18     |
| «Бероє»                | 1965–66 | 26        | 20        | –         | –         | 26     | 20     |
| «Бероє»                | 1966–67 | 29        | 21        | –         | –         | 29     | 21     |
| «Бероє»                | 1967–68 | 29        | 31        | –         | –         | 29     | 31     |
| ЦСКА (Софія)           | 1968–69 | 29        | 36        | 0         | 0         | 29     | 36     |
| ЦСКА (Софія)           | 1969–70 | 28        | 31        | 2         | 2         | 30     | 33     |
| ЦСКА (Софія)           | 1970–71 | 27        | 16        | 4         | 2         | 31     | 18     |
| ЦСКА (Софія)           | 1971–72 | 33        | 27        | 3         | 1         | 36     | 28     |
| ЦСКА (Софія)           | 1972–73 | 31        | 29        | 4         | 2         | 35     | 31     |
| ЦСКА (Софія)           | 1973–74 | 14        | 2         | 4         | 2         | 18     | 4      |
| ЦСКА (Софія)           | 1974–75 | 5         | 3         | 1         | 0         | 6      | 3      |
| Усього                 | Усього  | 333       | 253       | 18        | 9         | 351    | 262    |

## Титули і досягнення

### Командні
- Чемпіон Болгарії (5): 1968–69, 1970–71, 1971–72, 1972–73, 1974–75
- Володар Кубка Болгарії (4): 1968–69, 1971–72, 1972–73, 1973–74
- Срібний олімпійський призер: 1968

### Особисті
- Володар Золотого бутса УЄФА: 1969
- Найкращий бомбардир чемпіонату Болгарії (6): 1967, 1968, 1969, 1970, 1972, 1973